# Mission économique
Également appelées les « conseillers commerciaux de l'ambassade », ou postes d'expansion économique, les missions économiques sont installées à l'étranger. On en compte plus de 205 dans le monde, installées dans plus de 113 pays. 
En France, elles dépendent du Ministère de l'Économie, des Finances et du Commerce extérieur et sont chargées de la collecte et de l'analyse des informations sur le marché où elles sont présentes. Elles publient des « notes de conjoncture », c'est-à-dire des études sectorielles diffusées par Business France (L'agence française pour le développement international des entreprises). Elles accompagnent également les exportateurs dans leurs démarches sur place. Elles sont parfois spécialisées dans un ou plusieurs secteurs,.